# Avenue du Cimetière-Parisien
Pour les articles homonymes, voir Avenue du Cimetière (homonymie).
L'avenue du Cimetière-Parisien, située à Pantin, est la voie principale d'accès au cimetière parisien de Pantin, le plus grand cimetière de Paris, et le plus grand cimetière de France en activité.

## Situation et accès
Elle est desservie par la Station de Métro Aubervilliers - Pantin - Quatre Chemins.

## Origine du nom

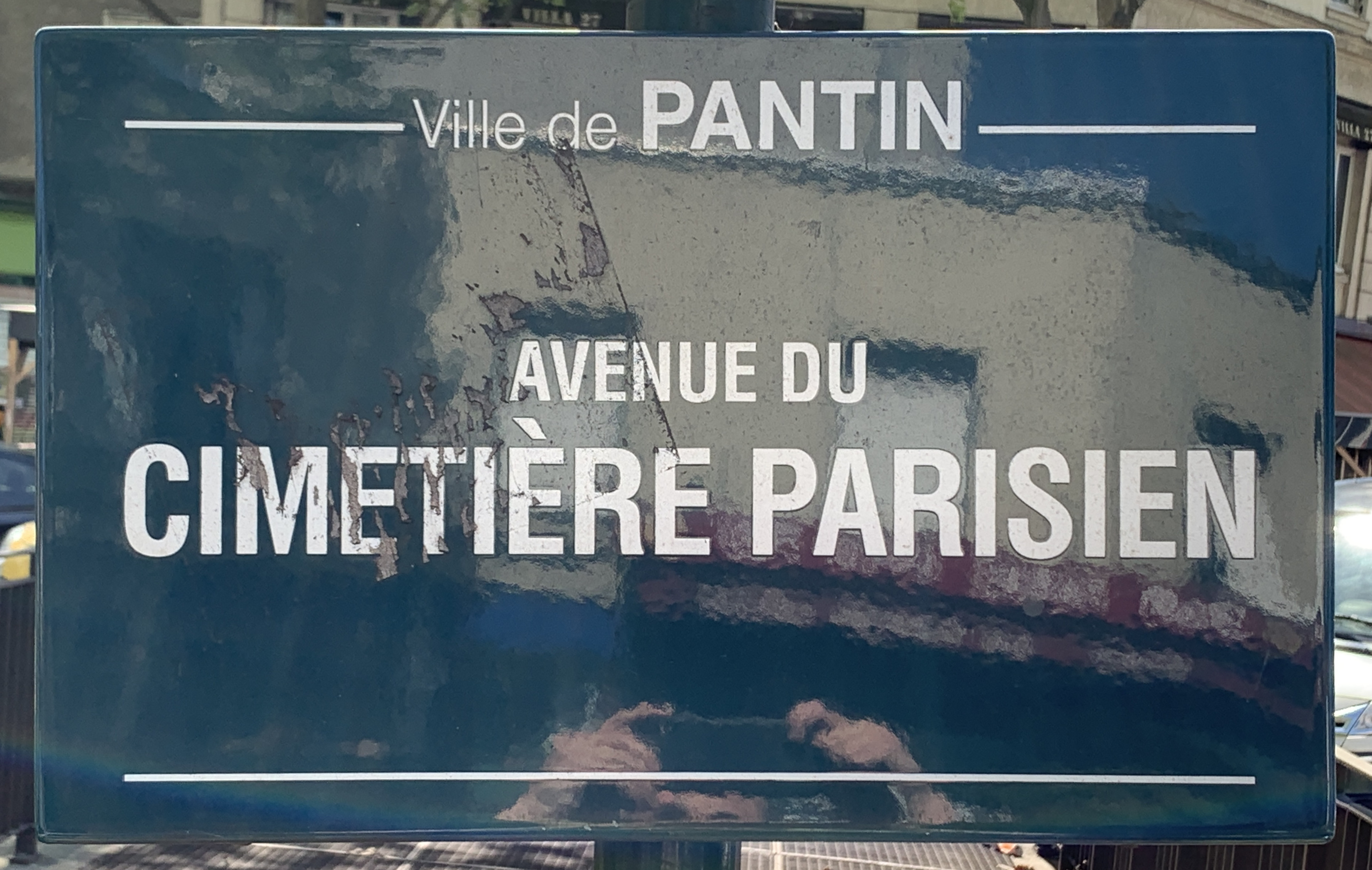
Plaque de l'avenue.

Cette voie de communication a pris le nom de son unique destination.

## Historique
Cette avenue est créée en 1886 en même temps que le cimetière.
La présence du cimetière a amené de nombreuses entreprises de pompes funèbres, installées dans des édifices dont le rez-de-chaussée soutient l'étage supérieur au moyen de poutrelles de fonte, typique de l'architecture Baltard. Ce type de construction permet un évidement complet des espaces, et est adapté à cette activité.

## Bâtiments remarquables et lieux de mémoire
- Cimetière parisien de Pantin

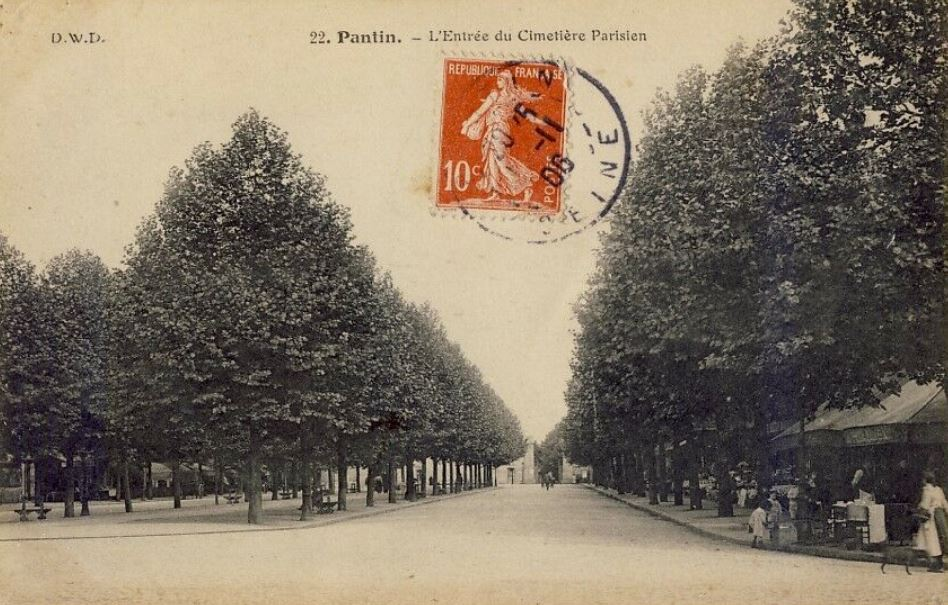
Entrée du Cimetière Parisien.
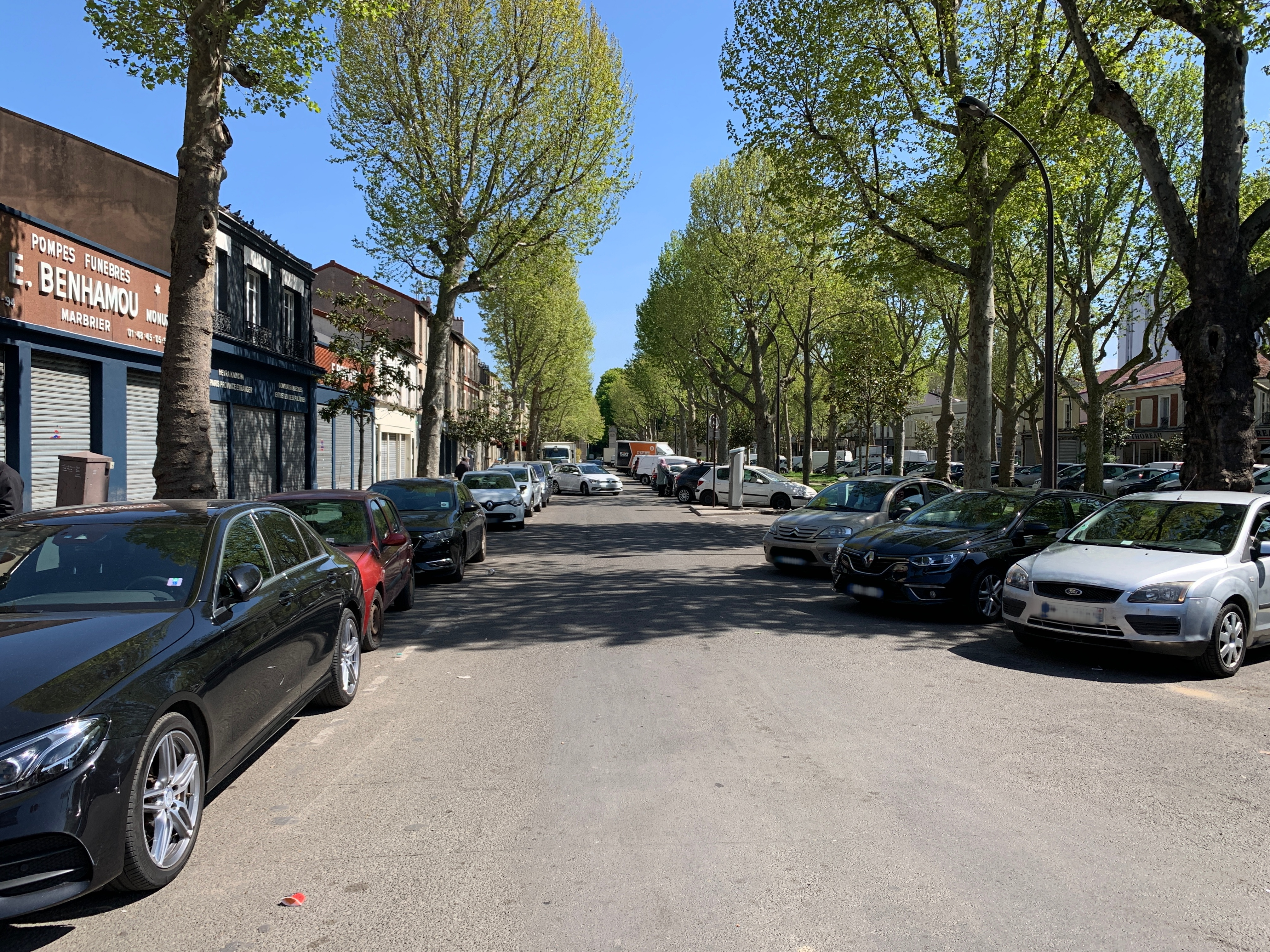
L'avenue en direction du cimetière.
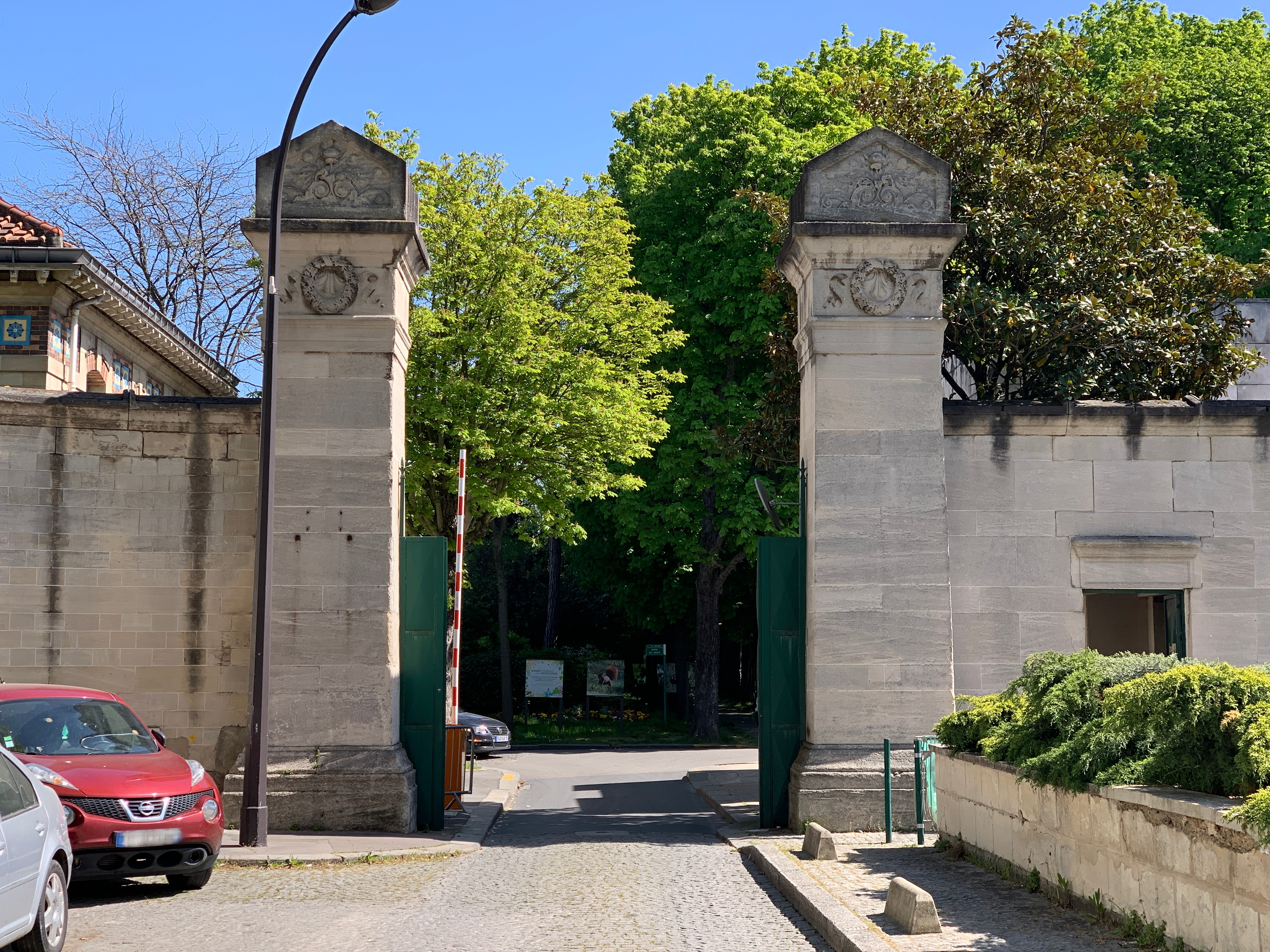
Entrée du cimetière.